# Lynn S. Hightower
Pour les articles homonymes, voir Hightower.
Œuvres principales
- Les Agneaux de Satan
- Alien Blues

Lynn S. Hightower, née en 1956 à Chattanooga dans le Tennessee, est une romancière américaine, auteure de roman policier et de science-fiction.

## Biographie
Lynn S. Hightower a grandi dans le Kentucky. Elle a étudié l'écriture créative et a obtenu un diplôme en journalisme de l'université du Kentucky. Elle a d'abord écrit des publicités pour la télévision, puis a commencé à étudier pour une maîtrise en administration des affaires. 
Elle a également enseigné l'écriture de romans (écriture créative) à l'université de Californie à Los Angeles.
Elle a écrit plusieurs séries de romans policiers. En 1994, elle a reçu le prix Shamus du meilleur premier roman policier pour Satan's Lambs.

## Œuvre

### Romans

#### SérieDavid Silver
1. (en) Alien Blues, 1992
2. (en) Alien Eyes, 1993
3. (en) Alien Heat, 1994
4. (en) Alien Rites, 1995

#### SérieLena Paget
1. Les Agneaux de Satan, Lefrancq, 1996 ((en) Satan’s Lambs, 1993)  (ISBN 2-87153-343-1)
2. (en) Fortunes of the Dead, 2003
3. (en) When Secrets Die, 2005

#### SérieSonora Blair
1. (en) Flashpoint, 1995
2. (en) Eyeshot, 1997
3. (en) No Good Deed, 1998
4. (en) The Debt Collector, 2000

#### Autres romans
- (en) High Water, 2002
- (en) The Piper, 2013
- (en) Even in Darkness, 2014
- (en) The Enlightenment Project, 2022

### Nouvelles
- (en) Daddy's Coming Home, 1990
- (en) The Undiscovered Country, 1990
- (en) The Rose Elf, 1991
- (en) Journal of the First Voyage, 1991
- (en) The Magic House, 1991
- (en) A Mind for the Making, 1993
- (en) Point Man, 1993

## Prix et distinctions

### Prix
- Prix Shamus 1994 du meilleur premier roman pour Les Agneaux de Satan (Satan’s Lambs)[2]

### Nominations
- Prix Locus du meilleur premier roman 1992 pour Alien Blues[3]
- Prix Mary-Higgins-Clark 2001 pour The Debt Collector[4]